# Troy Von Balthazar (album)
Pour le musicien, voir Troy Von Balthazar.
Albums de Troy Von Balthazar
The TVB LP
(2009)
Troy Von Balthazar est le premier album solo de Troy Von Balthazar, après six albums au sein du groupe Chokebore.
La majeure partie de l'album a été enregistrée à Los Angeles, au studio New Monkey, qui appartenait à Elliott Smith, mais aussi à Leipzig et Berlin (Allemagne) et en France. Comme sur ses précédents enregistrements, Troy Von Balthazar chante et joue lui-même tous les instruments (guitare sèche et électrique, piano, claviers et batterie). Seule exception, les voix féminines de la Française Adeline Fargier, invitée sur les chansons Dogs et Perfect et de la japonaise Megumi Kakumoto sur le titre Playground.

## Pistes
Toutes les chansons composées par Troy Von Balthazar, à part Old Black Joe, chanson traditionnelle.
| No  | Titre                    | Durée |
| --- | ------------------------ | ----- |
| 1.  | TVB Has Fingers          | 0:37  |
| 2.  | Took Some $$             | 2:54  |
| 3.  | Magnified                | 1:41  |
| 4.  | I Block the Sunlight Out | 2:35  |
| 5.  | Dogs                     | 3:25  |
| 6.  | Numbers                  | 1:31  |
| 7.  | Real Strong Love         | 2:55  |
| 8.  | Bad Controller           | 4:02  |
| 9.  | Perfect                  | 4:06  |
| 10. | Old Black Joe            | 1:47  |
| 11. | The Color Comes          | 0:35  |
| 12. | You, When You're Drunk   | 2:36  |
| 13. | Rainbow                  | 2:52  |
| 14. | Cover Us                 | 3:50  |
| 15. | Playground               | 3:06  |
| 16. | Heroic Little Sisters    | 4:07  |

Le CD comporte également une piste multimédia sur laquelle se trouve une vidéo du making of de l'album, réalisée par Darren Ankenman.
Les titres Magnified, I Block the Sunlight Out, Playground et Heroic Little Sisters étaient déjà apparus sur le EP Troy Von Balthazar, sorti en 2004.
Le titre Old Black Joe est une reprise d'une chanson traditionnelle américaine.
La chanson Magnified a été réengistrée en août 2006 par Mathias Malzieu au studio Microbe. Cette nouvelle version porte le titre de Son of Magnified. Elle est disponible en téléchargement sur le magasin en ligne iTunes.